# マリーク・ネイバーズ
マリーク・ネイバーズ（Malik Nabers, 2003年7月28日 - ）は、アメリカ合衆国ルイジアナ州ラファイエット出身のプロアメリカンフットボール選手。NFLのニューヨーク・ジャイアンツに所属している。ポジションはワイドレシーバー。

## 経歴

### ハイスクール
高校4年目のシーズンに58レシーブ、1,223レシーブ獲得ヤード、21のレシービングTDを記録した。
当初はミシシッピ州立大学へコミットしていたが、後にこれを撤回してLSUへ進学した。

### カレッジ
1年目の2021年シーズンは11試合に出場して28レシーブ、417レシーブ獲得ヤード、4つのレシービングTDを記録した。
2022年シーズンは14試合に出場して72レシーブ、1,017レシーブ獲得ヤード、3つのレシービングTDを記録した。
2023年シーズンは13試合に出場して同年のカレッジフットボール最多となる1,569レシーブ獲得ヤードを記録し、LSUの選手の通算レシーブ獲得ヤード記録を塗り替えた。シーズン終了後、2024年のNFLドラフトにアーリーエントリーした。
| シーズン | 試合 | 試合 | レシーブ | レシーブ | レシーブ | レシーブ |
| シーズン | 試合 | 先発 | レシーブ | ヤード   | 平均     | TD       |
| -------- | ---- | ---- | -------- | -------- | -------- | -------- |
| 2021     | 11   | 6    | 28       | 417      | 14.9     | 4        |
| 2022     | 14   | 12   | 72       | 1,017    | 14.1     | 3        |
| 2023     | 13   | 13   | 89       | 1,569    | 17.6     | 14       |
| 通算     | 38   | 31   | 189      | 3,003    | 15.9     | 21       |

### ニューヨーク・ジャイアンツ
| 6 ft 0+1⁄4 in (184 cm)  | 199 lb (90 kg) | 31+3⁄8 in (80 cm) | 9+7⁄8 in (25 cm) | 4.35 s | 1.56 s | 2.54 s | 42.0 in (107 cm) | 10 ft 9 in (3.28 m) | 15 回 |
| All values from Pro Day |                |                   |                  |        |        |        |                  |                     |       |

2024年のNFLドラフトにて全体6位でニューヨーク・ジャイアンツから指名され、その後ルーキー契約を結んだ。ドラフト後、同じく指名されたLSUのチームメイトであるジェイデン・ダニエルズと新人王が誰になるか1万ドルで賭けを行っていたことが発覚し、リーグのギャンブルポリシーに関する指導を受けた。
2024年シーズン開幕前のプレシーズンでは背番号9を着用したが、その後1に変更した。1はジャイアンツではレイ・フラハティの永久欠番だったが、フラハティの家族の許可を得て着用が決まった。